# Karol Kučera
Karol Kučera es un jugador profesional de tenis nacido el 4 de marzo de 1974 en Bratislava, Checoslovaquia (actual Eslovaquia).
En su palmarés posee seis títulos en sencillos. Llegó a ser número 6 del mundo en 1998.

## Títulos (6)

### Individuales (6)
| Leyenda                |
| Grand Slam (0)         |
| Tennis Masters Cup (0) |
| ATP Masters Series (0) |
| ATP Tour (6)           |

| N.º | Fecha                 | Torneo     | Superficie | Oponente en la final | Resultado                  |
| --- | --------------------- | ---------- | ---------- | -------------------- | -------------------------- |
| 1.  | 12 de junio de 1995   | Rosmalen   | Césped     | Anders Jarryd        | 7-6(7) 7-6(4)              |
| 2.  | 13 de octubre de 1997 | Ostrava    | Carpeta    | Magnus Norman        | 6-2 ret.                   |
| 3.  | 12 de enero de 1998   | Sídney     | Dura       | Tim Henman           | 7-5 6-4                    |
| 4.  | 17 de agosto de 1998  | New Haven  | Dura       | Goran Ivanišević     | 6-4 5-7 6-2                |
| 5.  | 4 de octubre de 1999  | Basilea    | Carpeta    | Tim Henman           | 6-4 7-6(10) 4-6 4-6 7-6(2) |
| 6.  | 24 de febrero de 2003 | Copenhague | Carpeta    | Olivier Rochus       | 7-6(4) 6-4                 |

### Finalista en individuales (6)
- 1994: Umag (pierde ante Alberto Berasategui)
- 1997: Nottingham (pierde ante Greg Rusedski)
- 1997: Stuttgart Outdoor (pierde ante Àlex Corretja)
- 1998: Stuttgart Outdoor (pierde ante Gustavo Kuerten)
- 1998: Viena (pierde ante Pete Sampras)
- 2003: Chennai (pierde ante Paradorn Srichaphan)

## Clasificación histórica

### Individuales
| Torneo                       | 1990            | 1991            | 1992            | 1993            | 1994            | 1995            | 1996            | 1997            | 1998 | 1999            | 2000            | 2001            | 2002            | 2003            | 2004            | 2005            | SR     | W–L   |
| ---------------------------- | --------------- | --------------- | --------------- | --------------- | --------------- | --------------- | --------------- | --------------- | ---- | --------------- | --------------- | --------------- | --------------- | --------------- | --------------- | --------------- | ------ | ----- |
| Torneos de Grand Slam        |                 |                 |                 |                 |                 |                 |                 |                 |      |                 |                 |                 |                 |                 |                 |                 |        |       |
| Australian Open              | A               | A               | A               | A               | A               | 1R              | 3R              | 2R              | SF   | CF              | 1R              | 1R              | 2R              | 2R              | 2R              | A               | 0 / 10 | 15–10 |
| French Open                  | A               | A               | A               | 1R              | 2R              | 1R              | 3R              | 1R              | 1R   | 1R              | 3R              | A               | 1R              | 1R              | 2R              | A               | 0 / 11 | 6–11  |
| Wimbledon                    | A               | A               | A               | A               | 1R              | 2R              | 3R              | 1R              | 1R   | 4R              | 2R              | A               | A               | 3R              | 2R              | 2R              | 0 / 10 | 11–10 |
| US Open                      | A               | A               | A               | A               | 1R              | 1R              | 1R              | 1R              | CF   | A               | 1R              | A               | 2R              | 3R              | 2R              | 2R              | 0 / 10 | 9–10  |
| Victorias – Derrotas         | 0–0             | 0–0             | 0–0             | 0–1             | 1–3             | 1–4             | 6–4             | 1–4             | 9–4  | 7–3             | 3–4             | 0–1             | 2–3             | 5–4             | 4–4             | 2–2             | 0 / 41 | 41–41 |
| Torneos de Fin de Año        |                 |                 |                 |                 |                 |                 |                 |                 |      |                 |                 |                 |                 |                 |                 |                 |        |       |
| ATP Tour World Championships | No se clasificó | No se clasificó | No se clasificó | No se clasificó | No se clasificó | No se clasificó | No se clasificó | No se clasificó | RR   | No se clasificó | No se clasificó | No se clasificó | No se clasificó | No se clasificó | No se clasificó | No se clasificó | 0 / 1  | 0–3   |
| Grand Slam Cup               | No fue invitado | No fue invitado | No fue invitado | No fue invitado | No fue invitado | No fue invitado | No fue invitado | No fue invitado | SF   | DNQ             | Descontinuado   | Descontinuado   | Descontinuado   | Descontinuado   | Descontinuado   | Descontinuado   | 0 / 1  | 2–1   |
| ATP Masters Series           |                 |                 |                 |                 |                 |                 |                 |                 |      |                 |                 |                 |                 |                 |                 |                 |        |       |
| Indian Wells                 | A               | A               | A               | A               | A               | A               | A               | A               | 2R   | CF              | 1R              | A               | 3R              | A               | A               | A               | 0 / 4  | 6–4   |
| Miami                        | A               | A               | A               | A               | A               | A               | 2R              | A               | 3R   | 4R              | 1R              | 1R              | 1R              | 1R              | 2R              | A               | 0 / 8  | 5–8   |
| MonteCarlo                   | A               | A               | A               | A               | A               | A               | A               | 1R              | A    | 2R              | CF              | 1R              | A               | 1R              | A               | A               | 0 / 5  | 3–5   |
| Hamburgo                     | A               | A               | A               | A               | A               | 2R              | 1R              | 1R              | SF   | A               | 1R              | A               | A               | 1R              | A               | A               | 0 / 6  | 4–6   |
| Roma                         | A               | A               | A               | A               | A               | 3R              | 1R              | A               | 1R   | CF              | 1R              | A               | A               | 1R              | A               | A               | 0 / 6  | 5–6   |
| Canadá                       | A               | A               | A               | A               | A               | A               | A               | A               | A    | A               | 2R              | A               | A               | CF              | A               | A               | 0 / 2  | 4–2   |
| Cincinnati                   | A               | A               | A               | A               | A               | A               | A               | A               | A    | A               | 1R              | A               | A               | 1R              | A               | A               | 0 / 2  | 0–2   |
| Madrid1                      | A               | A               | A               | A               | A               | A               | A               | 2R              | 2R   | 2R              | A               | A               | A               | 2R              | A               | A               | 0 / 4  | 2–4   |
| París                        | A               | A               | A               | A               | A               | A               | A               | A               | 3R   | 2R              | 1R              | 2R              | A               | 1R              | A               | A               | 0 / 5  | 2–5   |
| Victorias – Derrotas         | 0–0             | 0–0             | 0–0             | 0–0             | 0–0             | 3–2             | 1–3             | 1–3             | 6–6  | 8–6             | 4–8             | 1–3             | 2–2             | 4–8             | 1–1             | 0–0             | 0 / 42 | 31–42 |
| Clasificación de fin de año  | 862             | 352             | 210             | 159             | 54              | 79              | 63              | 24              | 8    | 17              | 73              | 101             | 83              | 40              | 91              | 310             |        |       |